# Pegmatit

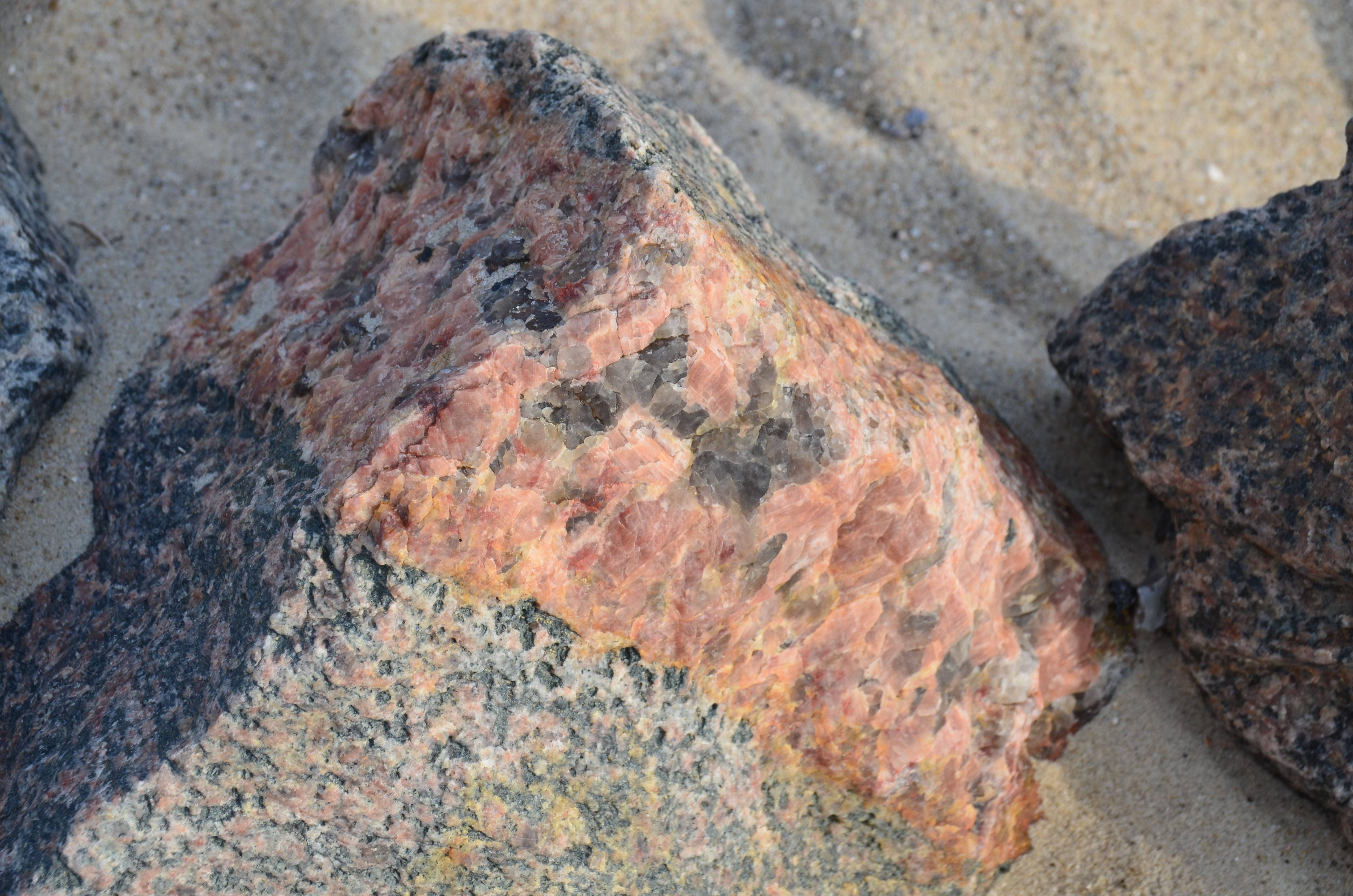
Granitpegmatitgang

Pegmatit ist die Bezeichnung für die grobkörnige Varietät eines magmatischen Gesteins. Die typische Korngröße liegt bei mehr als einem Zentimeter, doch sind auch Kristalle mit Größen von weit über einem Meter keine Seltenheit.

## Merkmale
Die weitaus meisten Pegmatite sind granitischer oder alkaligranitischer Zusammensetzung und bestehen hauptsächlich aus den Mineralen Quarz, Feldspäten (Orthoklas, Mikroklin und natriumreicher Plagioklas) und Glimmern wie Biotit, Muskovit oder Lepidolith. Mengenmäßig untergeordnet, jedoch zum Teil wirtschaftlich sehr bedeutend, sind mafische und syenitische Pegmatite. Pegmatite bilden typischerweise gang- oder linsenförmige Gesteinskörper mit Mächtigkeiten in der Größenordnung einiger Dezimeter bis einiger Zehnermeter. Die Gänge können intern zoniert sein, das heißt bestimmte Minerale treten eher am Rand, andere im Kern des Pegmatits auf.

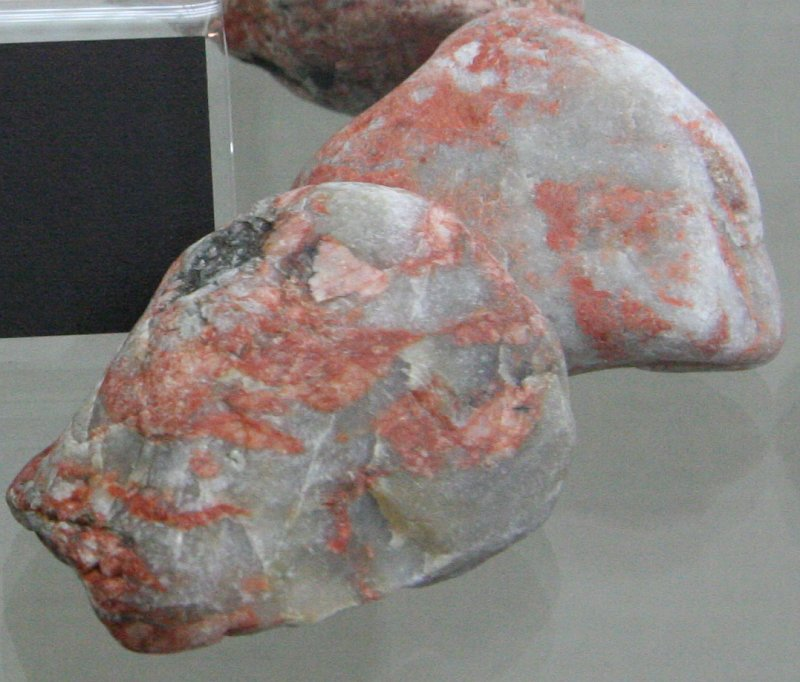
Gerölle aus pegmatitischem Gestein

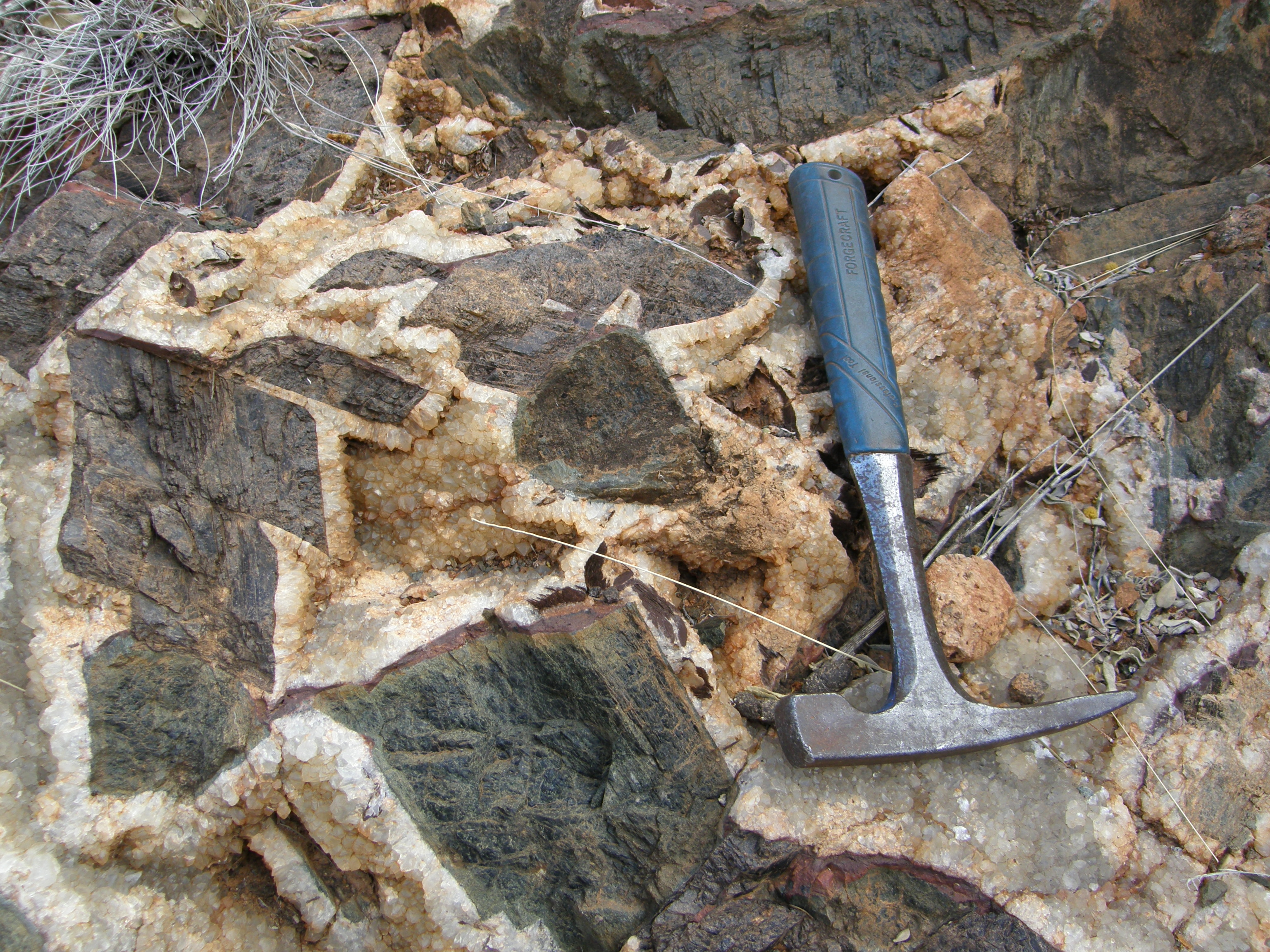
Mafischer Pegmatit bestehend aus Diopsid und Titanit, überprägt durch hydrothermalen Quarz

## Entstehung
Schmelzen, die zur Pegmatitbildung führen, entstehen, wenn sich während der Kristallisation eines Plutons inkompatible Elemente wie Lithium, Seltene Erden, Thorium oder Uran, also allgemein nicht in die Kristallstruktur der gängigen gesteinsbildenden Minerale passende Bestandteile und zugleich leichtflüchtige Substanzen wie Wasser, Phosphor, Bor oder Fluor in der Restschmelze anreichern. Ein ähnlicher Prozess findet bei der partiellen Aufschmelzung von Gesteinen bei hochgradiger Metamorphose statt.
Durch die Gegenwart der leichtflüchtigen Bestandteile wird einerseits der Schmelzpunkt erheblich erniedrigt, so dass die Schmelze erst bei einer Temperatur von ungefähr 450 °C erstarrt, andererseits wird sie flüssiger, d. h., die Viskosität wird deutlich verringert. Aufgrund dieser Eigenschaften kann sich die Schmelze entlang von Klüften weit in das Umgebungsgestein hineinbewegen, oft sogar viele Kilometer.

## Klassifikation

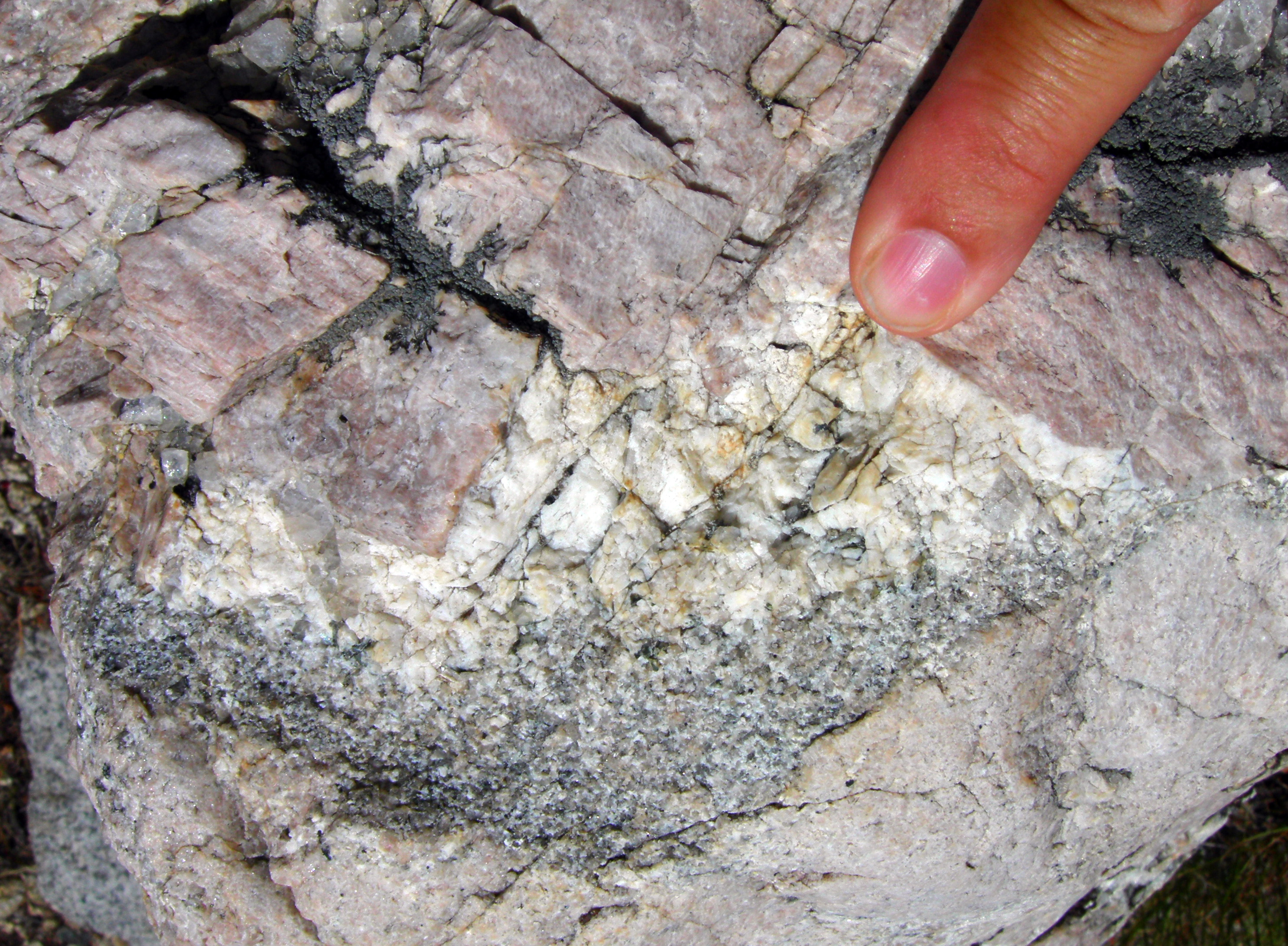
Pegmatit

Aufgrund ihrer chemischen Zusammensetzung, des Mineralinhalts und ihrer Entstehungsumgebung (metamorphe Fazies) lassen sich (granitische) Pegmatite in verschiedene Klassen unterteilen.
- Abyssale Pegmatite:  Entstehen durch Anatexis in amphibolit- bis granulitfazieller Umgebung und enthalten nur selten Minerale der Elemente U, Th, Zr, Nb, SEE. Unzählige Pegmatite dieser Klasse findet man in den hochmetamorphen Gebieten der präkambrischen Schilde weltweit.
- Muskovit-Pegmatite:  Entstehen durch Anatexis unter amphibolitfaziellen Bedingungen. Sie enthalten gelegentlich Li-, Be-, Ti-, Nb-, Ta-, U-, Th- und SEE-Minerale und sind eine Quelle der industriellen Muskovit-Produktion.
- Seltenelement-Pegmatite:  Entstehen durch fortschreitende Fraktionierung granitischer Magmen in Oberer Grünschiefer- und Unterer Amphibolit-Fazies. Häufig Minerale von Li, Rb, Cs, Be, Ga, SEE, Sn, Ti, U, Th, Hf, Nb und Ta. Seltenelement-Pegmatite werden je nach Mineralogie weiter unterteilt in 1) Seltenerd-Pegmatite (Allanit, Monazit, Gadolinit); 2) Beryll-Pegmatite (Beryll, Columbit); 3) Komplexe (Li-) Pegmatite (Spodumen, Petalit, Amblygonit, Lepidolith); 4) Albit-Spodumen-Pegmatite (Spodumen); 5) Albit-Pegmatite.
- Miarolitische Pegmatite: Bilden Taschen in hypabyssalen Plutonen und stellen gewisserweise eine Niedrigdruckvariante der Seltenelement-Pegmatite dar.

## Verwendung

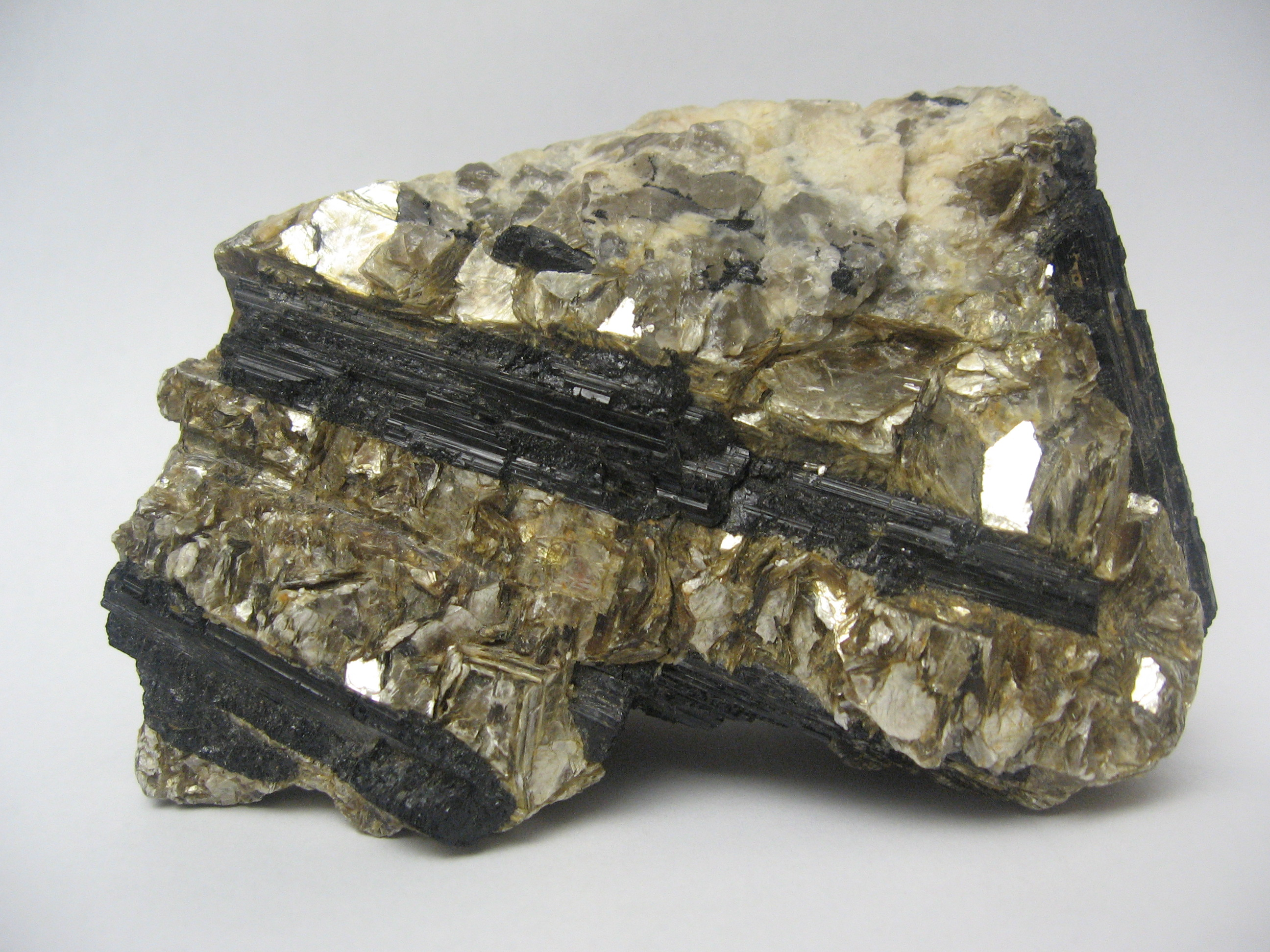
Pegmatitisches Gestein mit Schörl (schwarzer Turmalin), Quarz, Alkalifeldspat und Muskovit

Aus Pegmatiten werden industriell bedeutsame Minerale und seltene Elemente wie Bor, Beryllium und Lithium gewonnen. Zuweilen befinden sich darin auch Schmucksteine wie Topas, Rauchquarz, Schörl-reiche oder elbaitische Turmaline (Elbait, Fluor-Elbait) oder Beryll. Aufgrund ihres gangförmigen Auftretens, der ungleichmäßig verteilten Mineralisation und des zumeist geringen Volumens spielen Pegmatite im weltweiten Vergleich als Lagerstätte nur eine kleinere Rolle. Mineraliensammler schätzen Pegmatite aufgrund ihrer gelegentlich sehr seltenen und/oder außergewöhnlich großen Minerale.
Wichtige Beispiele sind der zwei Kilometer lange und 45 bis 60 Meter mächtige Bikita-Pegmatit in Simbabwe, der zu den größten Lagerstätten von Lithium, Cäsium und Beryllium der Welt gehört. Im Altai-Gebirge in der Mongolei existiert ein 20 bis 70 Kilometer breiter Schwarmgürtel, in dem sich auf einer Länge von rund 450 Kilometern zahlreiche Pegmatitfelder und Schwärme aufreihen. Hier werden besonders Lagerstätten der Seltene-Erden-Metalle abgebaut. Die Pegmatite von Bancroft (Ontario) und die riesigen Lagerstätten von Rössing in Namibia werden besonders wegen ihres Gehaltes an Uran abgebaut.